# José Cort Gosálvez
José Cort Gosálvez (Alcoy, 1848-Madrid, 7 de diciembre de 1916) fue un diplomático y político español. Técnico industrial, era hijo de un empresario alcoyano y sobrino de los políticos progresistas Agustín Albors Blanes y Pedro Cort Clauer. Estudió en el Colegio Politécnico de Madrid y continuó en el Instituto Tessier de Vincennes y de otros centros de Alemania. Cuando volvió a Madrid fue nombrado agregado del embajador Segismundo Moret en la embajada española en Londres.
Fijó residencia en Madrid en 1873, desde donde administró sus bienes en territorio valenciano. Ingresó en el Partido Liberal, con el que fue elegido diputado al Congreso por Gandia en las elecciones generales de 1881 y por Almansa (provincia de Albacete) en las elecciones de 1886 y 1893. Posteriormente fue senador por la provincia de Valencia entre 1898 y 1904, por la provincia de Cáceres en 1905 a 1907, por la provincia de Córdoba de 1907 a 1908 y por Canarias de 1910 a 1911. En 1916 fue nombrado senador vitalicio.